# یانگزتاون، نیویورک
یانگزتاون (به انگلیسی: Youngstown) یک منطقهٔ مسکونی در ایالات متحده آمریکا است که در شهرستان نیاگارا، نیویورک واقع شده‌است. یانگزتاون ۳٫۶ کیلومتر مربع مساحت و ۱٬۹۳۵ نفر جمعیت دارد و ۹۰ متر بالاتر از سطح دریا واقع شده‌است.